# Pavonia sapucayensis
Pavonia sapucayensis là một loài thực vật có hoa trong họ Cẩm quỳ. Loài này được Hassl. mô tả khoa học đầu tiên năm 1910.